# Croton ramboi
Croton ramboi là một loài thực vật có hoa trong họ Đại kích. Loài này được Allem mô tả khoa học đầu tiên năm 1979.